# Neodasys chaetonotoideus
Neodasys chaetonotoideus is een buikharige uit de familie Neodasyidae. Het dier komt uit het geslacht Neodasys. Neodasys chaetonotoideus werd in 1927 voor het eerst wetenschappelijk beschreven door Remane. 